# Snap!
Gli Snap! sono un gruppo musicale eurodance tedesco fondato nel 1989 dai produttori Luca Anzilotti e Michael Münzing.
Il gruppo ha subito una serie di cambi di formazione nel corso degli anni, tra cantanti, cantautori e i rapper statunitensi: Thea Austin, Turbo B, Niki Haris e Penny Ford.
Il loro primo grande successo, che ha scalato le classifiche europee, è stato The Power, brano che nel 1990 ha coniugato l'hip hop con l'eurodance.
Fino al 1996 hanno pubblicato altri successi quali Ooops Up, Cult of Snap, Colour of Love, Rhythm Is a Dancer e Welcome to Tomorrow.

## Storia del gruppo
Il loro primo successo, The Power, è stato pubblicato nel gennaio 1990. Il logo del gruppo è una trasposizione di quello relativo ai 70 anni della casa discografica Stax Records.
Rhythm Is a Dancer è basata sulla canzone Auto-Man del gruppo elettro-hiphop Newcleus; in Italia diventa il singolo più venduto del 1992.
Dal 1993 le nuove sonorità non avrebbero più compreso pezzi hip hop.
Nel 2000 è uscito Gimme a Thrill, che sancisce il ritorno del rapper Turbo B. e Maxayn; nel 2002 Turbo B. remixa i vecchi successi degli Snap!, e nel 2003 è uscita una raccolta dei loro maggiori successi.

## Discografia

### Album in studio
- 1990 – World Power
- 1992 – The Madman's Return
- 1994 – Welcome to Tomorrow

### Raccolte
- 1996 – Snap! Attack: The Best of Snap!
- 1997 – Snap! Attack: The Best of Snap! Remixes & All
- 2003 – The Cult of Snap!
- 2009 – The Power: Greatest Hits

### Singoli
- 1990 – The Power
- 1990 – Ooops Up
- 1990 – Cult of Snap
- 1990 – Mary Had a Little Boy
- 1991 – Mega Mix
- 1991 – Colour of Love
- 1992 – Rhythm Is a Dancer
- 1992 – Exterminate!
- 1993 – Do You See the Light (Looking For)
- 1994 – Welcome to Tomorrow (Are You Ready?)
- 1995 – The First the Last Eternity
- 1995 – The World in My Hands
- 1996 –  Rame
- 1996 – The Power (Remix´96) Feat. Einstein
- 1996 – Rhythm is a Dancer (Remix'96)
- 2000 – Gimme a Thrill
- 2002 – Do You See the Light (Plaything Remix)
- 2002 – Rhythm is a Dancer '02 (CJ Stone Remix)
- 2003 – The Power of Bhangra (Motivo Remix)
- 2003 – The Cult of Noise (nur Dänemark)
- 2003 – Ooops Up (Tomekk feat. NG3 Remix)
- 2005 – Beauty Queen
- 2006 – Excited
- 2006 – We want your Soul/Shake that Ass